# 蒙古黄耆
蒙古黄耆（学名：Astragalus mongutensis）是豆科黄芪属的植物。分布在中国大陆的新疆等地，生长于海拔2,000米至2,400米的地区，见于草原。

## 外部連結
- 蒙古黃耆, Mengguhuangqi （页面存档备份，存于） 藥用植物圖像數據庫 (香港浸會大學中醫藥學院) （繁體中文）（英文）